# Perú: tesoro escondido
Perú: tesoro escondido es un documental que recorre muestras culturales de Perú. Se destaca en este relato la cultura milenaria de sus antepasados, los paisajes, su cultura culinari, los lugares turísticos y otros lugares aún no descubiertos por el turismo.

## Argumento
El documental relata la historia de un recorrido por la cultura culinaria, las playas, la Amazonia y la herencia cultural de las civilizaciones que habitaron el Perú. A través de la película, se retrata parte de la geografía y sociedad de Perú. Esta historia se enfoca en destacar los íconos más conocidos del país, como el Machu Picchu, y otros no tan conocidos y de difícil acceso. La película está vestida con imágenes del desierto de Ica y del amanecer en la selva amazónica.